# Карпово (Дедовичский район)
Карпово — деревня в Дедовичском районе Псковской области России. Входит в состав Пожеревицкой волости.

## География
Деревня находится в восточной части Псковской области, в зоне хвойно-широколиственных лесов, при автодороге 58К-114, к югу от реки Цвенки, на расстоянии примерно 31 километра (по прямой) к юго-западу от посёлка городского типа Дедовичи, административного центра района.

### Климат
Климат характеризуется как переходный от морского к умеренно континентальному, со снежной мягкой зимой и прохладным летом. Средняя многолетняя температура самого холодного месяца (января) составляет −7,5°С, температура самого тёплого (июля) — +17,4°С. Среднегодовое количество осадков — 603 мм.

### Часовой пояс
Деревня Карпово, как и вся Псковская область, находится в часовой зоне МСК (московское время). Смещение применяемого времени относительно UTC составляет +3:00.

## История
До 2011 года населённый пункт входил в состав ныне упразднённой Навережской волости.

## Население
| 2001 | 2002 | 2010 |
| ---- | ---- | ---- |
| 1    | ↘0   | →0   |